# 八風山トンネル
八風山トンネル（はっぷうさんトンネル）は、群馬県甘楽郡下仁田町と長野県佐久市の上信越自動車道・碓氷軽井沢IC - 佐久平PA間にあるトンネル。

## トンネル長
- 上り線（藤岡方面） 3,998 m
- 下り線（長野・上越方面） 4,471 m

## 概要
八風山に掘ったトンネルで全長約4 kmあり、途中で群馬県と長野県の県境がある。上信越自動車道松井田妙義IC - 佐久平PA間は上り線は10本のトンネル・下り線は9本のトンネルが連続しており、八風山トンネルはその中で最も長いトンネルである。
1993年（平成5年）3月27日の藤岡IC - 佐久IC間の完成に伴い、現在の上り線トンネルが暫定2車線で供用を開始した。その後、2003年（平成15年）12月20日の碓氷軽井沢IC - 佐久IC間の4車線化に伴い、下り線トンネルが本格的に供用を開始した。
暫定2車線だった時代は休日を中心に渋滞が頻発していたが、4車線後はこのトンネルを先頭とした渋滞が大幅に減少した。
笹子トンネル天井崩落事故を受けて、2012年（平成24年）12月3日に下り線天井部分の緊急点検が行われた。
当トンネル内に上信越道の最高地点があり、標高は932 mである。なお、これはNEXCO東日本管内においても最高地点である。

## 隣
E18 上信越自動車道
(6)碓氷軽井沢IC - 八風山TN - (6-1)佐久平PA/SIC - (7)佐久IC